# Duloxetina
A Duloxetina é um fármaco utilizado para tratar transtorno depressivo maior, transtorno de ansiedade generalizada, fibromialgia e dor neuropática. Mostra-se eficaz não só no tratamento da depressão como também em outros distúrbios (incontinência urinária). É uma substância classificada como inibidor seletivo da recaptação de serotonina e noradrenalina.

## Indicações
Atua ao nível do sistema nervoso central, melhorando sintomas depressivos e ansiosos a doses de 20mg e diminuindo a dor por compressão dos nervos (dor neuropática) em pacientes com Transtorno depressivo maior, fibromialgia e neuropatia diabética (dose de 60mg).
Era originalmente usado somente para incontinência urinária de esforço (perda urinária involuntária durante os esforços, tosse, espirro...).

## Nomes comerciais
Cymbalta (Lilly) Patente E.U.A. 6 596 756, Dulorgran (Germed Pharma), Xeristar, Yentreve, Ariclaim, Velija (Libbs), Cymbi (EMS Sigma Pharma), Dual (ACHÉ), Abretia (FQM).

## Mecanismo de ação
A duloxetina é um novo antidepressivo, criado pelo laboratório estadunidense Eli Lilly. Pertence a uma classe de drogas conhecidas como inibidores seletivos de recaptação de serotonina e noradrenalina (ISRSN). Tem efeito similar à venlafaxina.
Os neurotransmissores são liberados por um neurônio e são captados por outro. Uma pequena quantidade de neurotransmissor é enviada de cada vez, de um neurônio para outro. Após o envio e recebimento dessa quantidade, o neurotransmissor que ficar "sobrando" no espaço entre um neurônio e o outro é absorvido pelo primeiro, aquele que o liberou. Esse processo recebe o nome de recaptação. Um inibidor da recaptação de um dado neurotransmissor impede esse processo, o que significa que sob a vigência da duloxetina, certos neurotransmissores são enviados em fluxo contínuo e sentido único, e não mais da forma natural, pulsátil e em "mão dupla". Os neurotransmissores afetados pela duloxetina são a serotonina e a noradrenalina. O termo duplo inibidor de recaptação refere-se a uma droga que afeta a recaptação de dois neurotransmissores ao invés de um.

## Efeitos Adversos
Os principais efeitos colaterais da duloxetina incluem: boca seca, dificuldade para urinar, suores generalizados, náuseas, diarreia, dor de cabeça, insônia, palpitações, vômitos, azia, diminuição do apetite, perda de peso, cansaço excessivo, rigidez muscular, tonturas, sonolência, tremores, visão embaçada, ansiedade, disfunção erétil, prisão de ventre, flatulência, dor abdominal, formigamentos e zumbidos nos ouvidos.

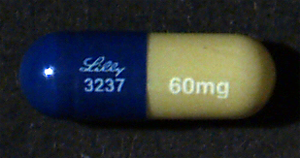
Cápsula de duloxetina

## Contraindicações
A duloxetina está contraindicada a pacientes com doença renal em fase terminal ou com hipersensibilidade à duloxetina ou qualquer outro componente da fórmula. Também é contraindicado em pacientes com dificuldade para urinar.

## História
A primeira publicação da descoberta do novo antidepressivo potencial LY227942 foi feita em 1988 pelos pesquisadores da Eli Lilly and Company.  LY248686 (Cloridrato de duloxetina, (+) - N-metil-3- (1-naftaleniloxi) -2- tiofenopropanamina) foi sintetizado para fins de pesquisa.  O LY227942 foi o ponto de partida para o desenvolvimento da duloxetina.
A duloxetina foi recusado (a aprovação) no início dos anos 1990, em parte porque doses baixas não tiveram efeito sobre a depressão.  Mas os cientistas da Lilly descobriram que doses mais altas aliviavam a depressão pelo menos tão bem quanto o PROZAC.  Testes subsequentes provaram que a droga também limitou a incontinência urinária relacionada ao estresse.
A Eli Lilly patenteou originalmente a fórmula de duloxetina em 11 de Junho de 1991 (patente US No 5023269 "3-ariloxi-propanaminas substituídas na posição 3").
A duloxetina foi originalmente aprovada pelo FDA dos EUA em 3 de agosto de 2004 para o tratamento da depressão sob o nome comercial Cymbalta.  Logo após a aprovação da depressão, a duloxetina tornou-se a primeira e única droga oficialmente indicada nos EUA para o tratamento da dor da neuropatia periférica diabética.  Em fevereiro de 2007, o FDA aprovou o Cymbalta para o tratamento do Transtorno de ansiedade generalizada (TAG).  Finalmente, em novembro de 2010, o Cymbalta foi licenciado para dor musculoesquelética crônica.